# 김태욱 (1998년)
김태욱(1998년 4월 15일 ~ )은 전 KBO 리그 롯데 자이언츠의 투수이다.

## 한국 프로야구 시절

### 한화 이글스시절
2017년에 입단하였다. 2021년에 방출된 후 2022년에 재입단하였다.

## 한국 독립야구 시절

### 파주 챌린저스시절
2022년에 입단하였다.

## 한국 독립야구 복귀

### 롯데 자이언츠시절
2023년에 입단하였다. 2023년 8월 17일 SSG 랜더스와의 경기에 구원 등판하며 데뷔 첫 경기를 치렀고, 경기에서 1이닝 무실점을 기록했다. 2023년 10월에 방출됐다.